# Zardab (Agsu)
Zardab, Zərdab (também, Zardob) é uma aldeia no Agsu Rayon do Azerbaijão.